# Settimo Torinese (stacja kolejowa)
Settimo Torinese (włoski: Stazione di Settimo) – stacja kolejowa w Settimo Torinese, w regionie Piemont, we Włoszech. Znajdują się tu 3 perony.